# Proyecto arquitectónico

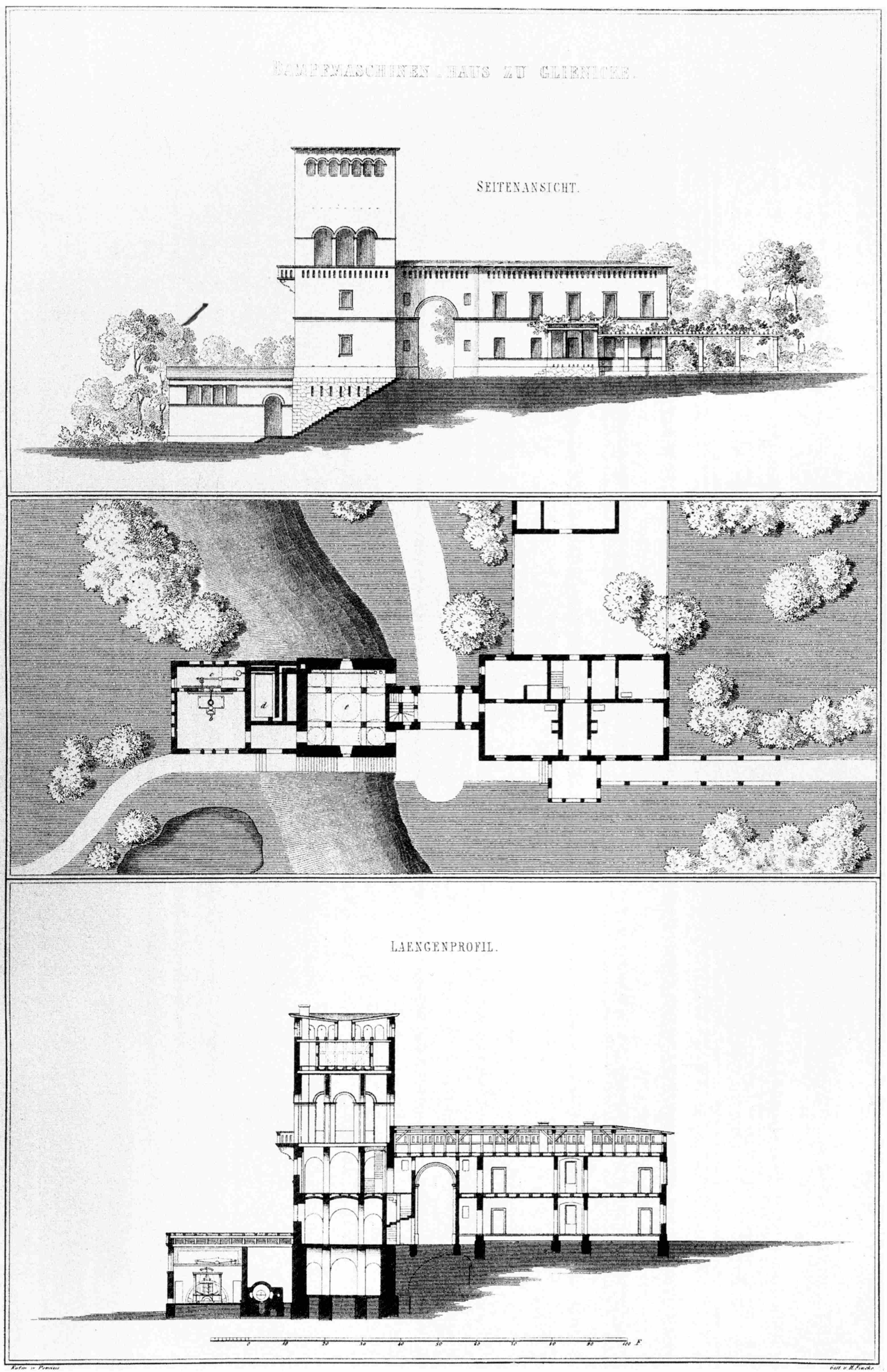
Ejemplo de planos de un Proyecto Arquitectónico. De arriba hacia abajo: representación en alzado o elevación, una planta del edificio y corte o sección longitudinal.

En el campo de la arquitectura, un proyecto arquitectónico es el conjunto de planos, dibujos, esquemas y textos explicativos utilizados para plasmar (en papel, digitalmente, en maqueta o por otros medios de representación) el diseño de una edificación, antes de ser construida. En un concepto más amplio, el proyecto arquitectónico completo comprende el desarrollo del diseño de una edificación, la distribución de usos y espacios, la manera de utilizar los materiales y tecnologías, y la elaboración del conjunto de planos, con detalles y perspectivas.

## Etapas del diseño de un proyecto

### Definición de alcances, necesidades u objetivos
Para elaborar un proyecto arquitectónico, se lleva a cabo un proceso previo de investigación que guía al Arquitecto en su tarea a lo largo de todo el proyecto. La interpretación que hace el arquitecto de los resultados de esta etapa es lo que define en buena medida la personalidad del proyecto. Se identifican en este arranque del proceso tres actividades básicas:   
- Planteamiento del programa. Se refiere a la etapa inicial donde un Cliente busca un especialista (en este caso, Arquitecto) para que diseñe un edificio que resuelva sus necesidades específicas de espacio y usos. El cliente también le describe al diseñador los recursos de los cuales debe partir (terreno o construcción existentes, presupuesto asignado, tiempo de ejecución, etcétera).
- Interpretación del programa. El arquitecto estudia las necesidades del cliente y de acuerdo a su interpretación y su capacidad profesional, establece los objetivos a investigar antes de hacer una propuesta. Las interpretaciones que el arquitecto hace de las necesidades del cliente le servirán de guía en la siguiente etapa, pero están siempre sujetas a modificaciones posteriores según vaya avanzando el proceso de diseño arquitectónico.
- Investigación. Tomando los resultados de las dos etapas anteriores, se hace el análisis y también la síntesis de la información. En primer lugar se requiere de investigación de campo y bibliográfica que permita conocer los detalles del edificio nuevo, según su tipología.

### Programa arquitectónico
De los resultados de la síntesis de la investigación, el diseñador hace una lista identificando los componentes del sistema y sus requerimientos particulares. A esta lista se le denomina Programa Arquitectónico. Por ejemplo, en el proyecto de una casa, o habitación unifamiliar (apartamento), el programa incluiría varios de los siguientes elementos:

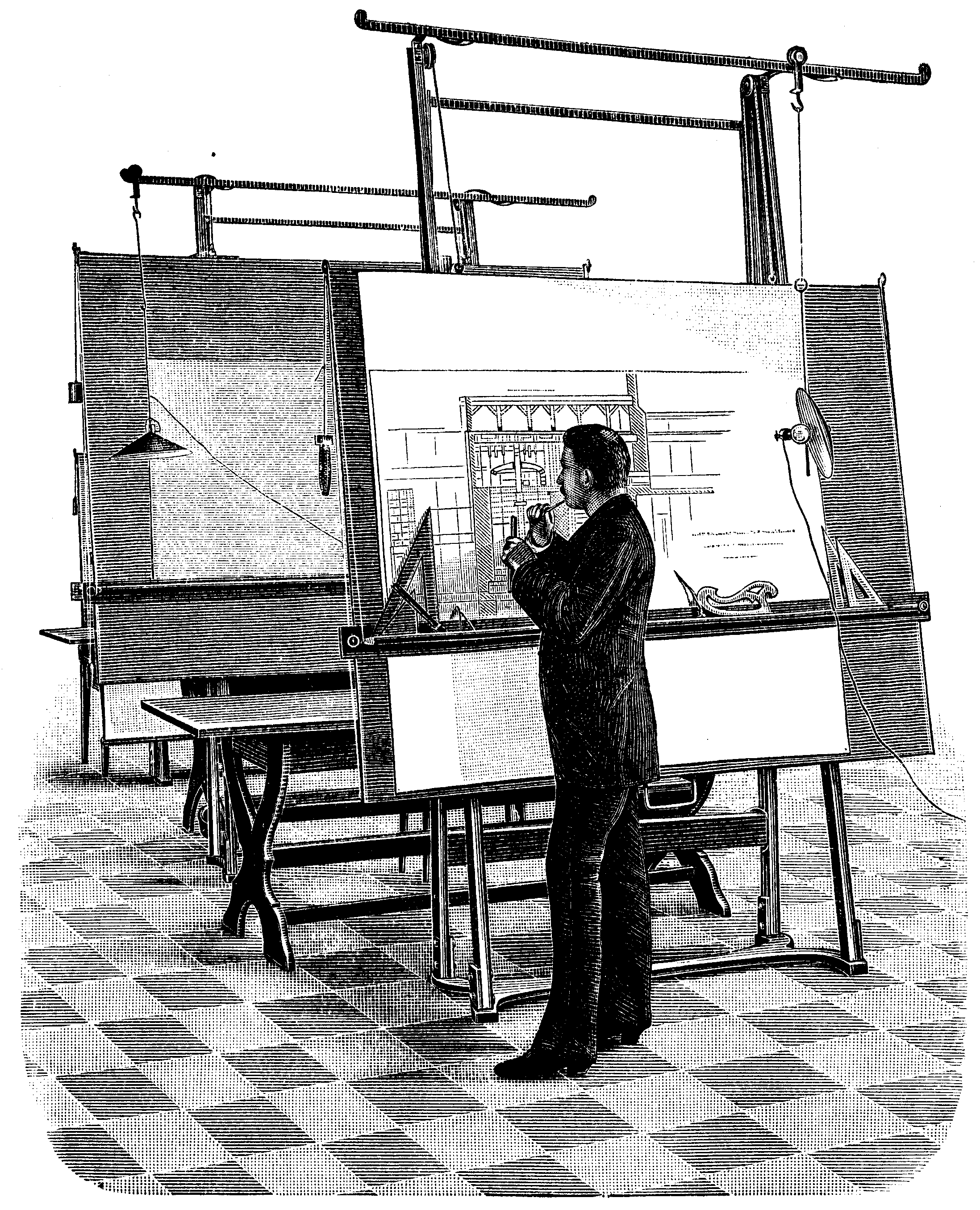
Un Arquitecto (dibujo de 1893) haciendo un diseño.

- Acceso
- Pórtico
- Cochera o garaje
- Vestíbulo o recibidor
- Sala o cuarto de estar
- Comedor
- Cocina
- Cuarto de servicio
- Baño para visitas
- Dormitorios
- Baños
- Terraza
- Jardín
- Patio

### Esquema o diagrama arquitectónico
A partir del Programa Arquitectónico, el diseñador hace un esquema gráfico, similar a un organigrama, pero donde no se menciona precisamente las personas que intervienen, sino el espacio o local que ocupan para el desarrollo de sus actividades, en el cual representa todos y cada uno de los elementos del programa (locales o espacios), y los relaciona mediante líneas o flechas de  a las relaciones entre los espacios. Por ejemplo, la cocina debería estar relacionada con el comedor, pero no con los dormitorios. Mediante la presencia (o ausencia) de flechas se señala este tipo de relación. A este gráfico de las relaciones entre los espacios se le llama diagrama arquitectónico.

### Diseño del esquema básico
Estudiado como etapa de la realización de un proyecto arquitectónico, el diseño es el proceso de traducir en formas útiles los resultados de todas las etapas anteriores, que serán representadas gráficamente en las etapas posteriores. Es considerado un proceso creativo, en el que intervienen elementos como:
- Hipótesis de Diseño: Es un acercamiento conceptual del objeto a diseñar, que posteriormente será sujeto a modificaciones. Se consideran al mismo tiempo, con importancia igual o variable (de acuerdo a la filosofía de diseño de cada Arquitecto) los aspectos de contexto arquitectónico, criterios estructurales, forma, función, presupuesto e incluso moda.
- Zonificación: Es el ordenamiento de los componentes del diseño establecidos en el programa arquitectónico con base en relaciones lógicas y funcionales entre ellos.
- Esquema: Es la estructuración tridimensional del Diagrama Arquitectónico, aplicada en un espacio específico con énfasis en las cualidades del sistema, subsistema, componentes y subcomponentes.
- Partido: Es la materialización de la solución al problema arquitectónico, dando forma a los espacios diseñados para que cumplan con su función. En ocasiones, el diseñador elabora dos o tres partidos (opciones preliminares de diseño) antes de decidirse por uno que convertirá en un Anteproyecto.

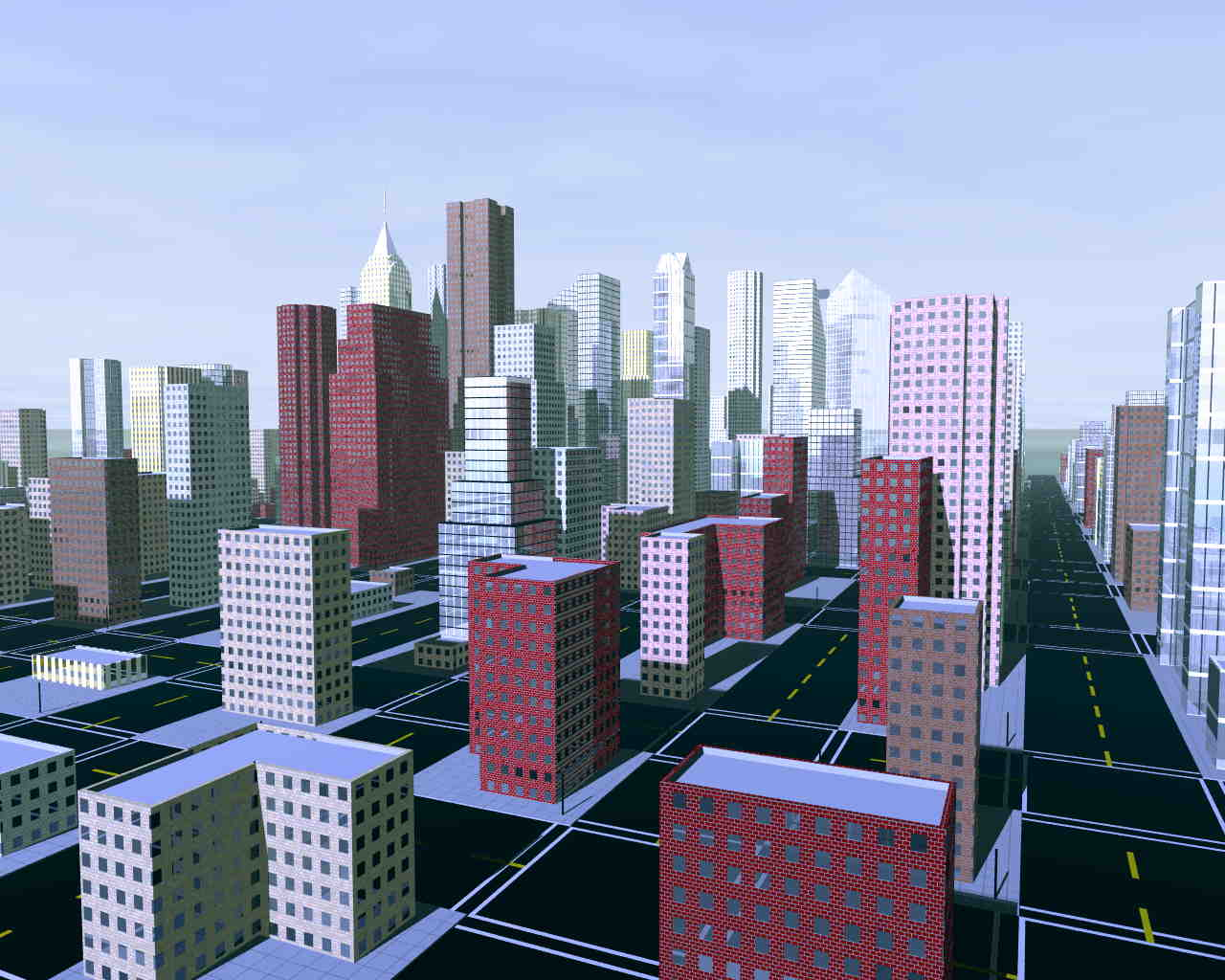
Utilización del CAD para la representación gráfica de un proyecto.

### Anteproyecto
Consta de un juego de planos, maqueta u otras medidas de representación que explican por primera vez, de manera gráfica pero con carácter preliminar, cómo está diseñado el edificio. Se representa el edificio en planta (sección horizontal, vista desde arriba), elevaciones o alzados (vista frontal de las fachadas), cortes o secciones y perspectivas. Generalmente, aunque el dibujo está a escala solo se incluyen las cotas generales. Su propósito es puramente preliminar, para que el cliente decida si el diseño es de su agrado y cumple con sus requerimientos. En caso de que el Anteproyecto sea aprobado, entonces se realiza el proyecto definitivo.
- La Mega Construcción del siglo XXI  "Presa Puente estrecho de Gibraltar"

Consta de un juego de planos, maqueta u otras medidas de representación que explican por primera vez, de manera gráfica pero con carácter preliminar, cómo está diseñado el edificio. Se representa el edificio en planta (sección horizontal, vista desde arriba), elevaciones o alzados (vista frontal de las fachadas), cortes o secciones y perspectivas. Generalmente, aunque el dibujo está a escala solo se incluyen las cotas generales. Su propósito es puramente preliminar, para que el cliente decida si el diseño es de su agrado y cumple con sus requerimientos. En caso de que el Anteproyecto sea aprobado, entonces se realiza el proyecto definitivo.
- La Mega Construcción del Siglo XXI  "Presa Puente estrecho de Gibraltar"

### Proyecto básico o proyecto arquitectónico
Sirve para describir la concepción general del edificio: forma, funciones, distribución, sistema constructivo, representados en planos, modelos informáticos o maquetas, con una Memoria descriptiva y un Presupuesto general. Incluye las características urbanísticas de la edificación y suele utilizarse para consultar su viabilidad en organismos oficiales y, en ocasiones, solicitar la tramitación de la «licencia de obras», condicionada a la presentación del correspondiente Proyecto de Ejecución (en España.

### Proyecto de ejecución
El fin de todo el proceso de diseño, es el Proyecto Ejecutivo que se define como el conjunto de planos, dibujos, esquemas y textos explicativos (memoria y presupuesto general) utilizados para definir adecuadamente el edificio. Se representa el edificio en plantas, elevaciones o alzados, cortes o secciones, perspectivas, maqueta, modelo tridimensional (mediante técnicas por computadora o CAD) u otros, a consideración del cliente y del diseñador. Todos los planos deben estar a escala y debidamente acotados según los lineamientos del dibujo técnico, marcando las dimensiones del edificio y su ubicación en el terreno, su orientación con respecto al norte magnético, la configuración de todos los espacios, su calidad y materiales, y los detalles de diseño que merezcan mención especial.

## Componentes del proyecto (básico)

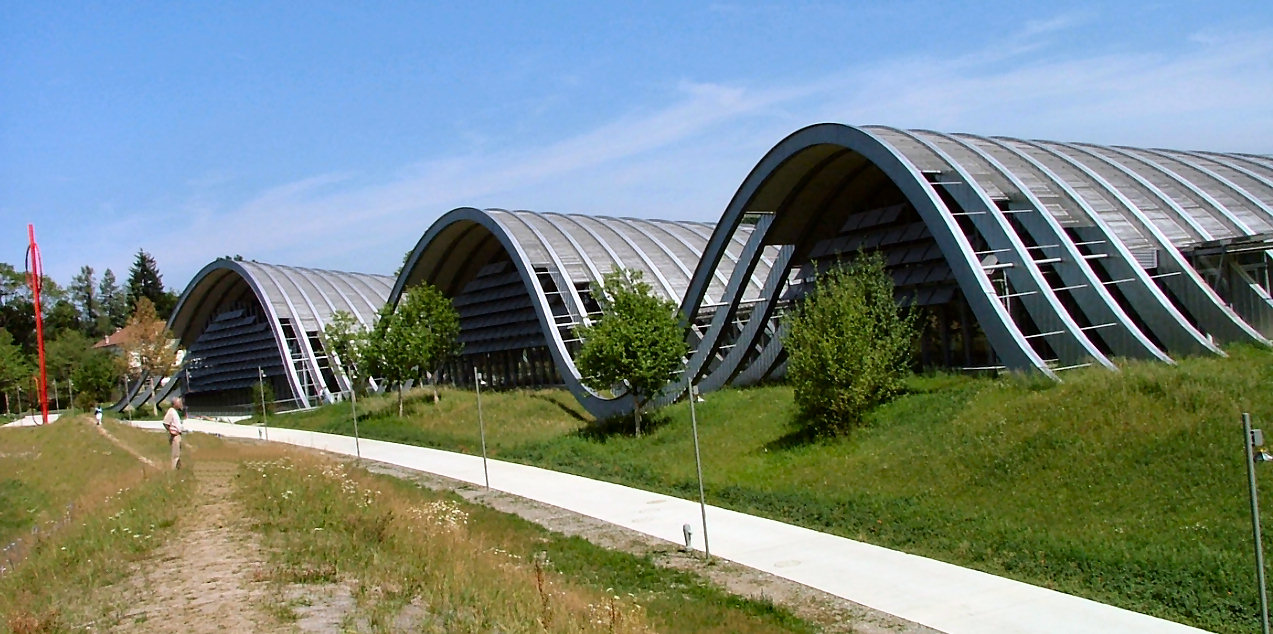
Ejemplo de una edificación basada en una maqueta previa como medio auxiliar de representación de un Proyecto arquitectónico complejo.

Los elementos que integran el proyecto arquitectónico o proyecto básico son los siguientes:
- Plano topográfico
- Planos de ubicación y localización.
- Planta de conjunto.
- Planos de plantas arquitectónicas.
- Planos de elevaciones arquitectónicas o alzados.
- Plano de cortes arquitectónicos o secciones.
- Planos de detalles arquitectónicos.
- Presupuesto

De manera complementaria, se suelen incluir todos o alguno de los siguientes medios de representación:
- Perspectivas.
- Maqueta.
- Visita o animación virtual tridimensional, mediante software de CAD.

## Proyecto ejecutivo, proyecto de ejecución (planos constructivos)
Se trata de un paso posterior al proyecto arquitectónico propiamente dicho, y se elabora cuando el diseño ha sido aprobado por el cliente y su construcción es inminente. Su principal diferencia con el proyecto arquitectónico o proyecto básico estriba en que el anterior describe gráficamente «qué se va a hacer», en tanto que el proyecto ejecutivo especifica «cómo se va a hacer». Trabajando sobre la base de los planos que integran el proyecto arquitectónico, el mismo arquitecto o bien un ingeniero civil, formando un equipo de trabajo, le agrega información y especificaciones técnicas destinadas al constructor y los diversos contratistas que explican con detalle, qué materiales y qué técnicas se deben utilizar. Además de los planos que integran el paquete de planos arquitectónicos, se deben incluir por lo menos los siguientes planos y documentos:
Topografía
- Plano de terracerías, o topográfico.

Estructura
- Planos de cimentación.
- Planos de desplante de muros, o replanteo de muros.
- Planos de pórticos, con vigas y pilares.
- Planos de losas de entrepiso y azoteas, o de forjados.

Instalaciones
- Plano de saneamiento enterrado.
- Planos de instalaciones: eléctricas, hidráulicas, sanitarias, contra incendios, mecánicas, especiales, voz y datos, etcétera.

Cerramiento y compartimentación
- Planos definiendo los elementos de cerramiento y compartimentación: muros, tabiques, puertas, ventanas, rejas, cubierta, etcétera.

Acabados
- Planos de acabados: pavimentos, pinturas, escayolas, aislamientos acústicos y térmicos, impermeabilizaciones, etcétera.

Urbanización
- Planos de los elementos que conforman las zonas exteriores: aceras, ajardinamiento, vallado, instalaciones, etcétera.

Detalles constructivos
- Planos de detalles constructivos (por oficios).

Memoria descriptiva y constructiva con
- Normativa de aplicación.
- Fichas de cumplimiento de normativa.
- Justificación de las soluciones adoptadas
- Programación de la obra.
- Memoria de cálculo estructural.
- Catálogo de conceptos o Pliegos de condiciones.

Presupuesto
- Cuantificación de obra o Presupuesto (con mediciones detalladas y precios unitarios). Orientación con respecto a elementos que afectan el lugar como la luz, soleamiento, las vistas que se pueden admirar, así como las condiciones para el suministro eléctrico y de agua y drenaje, durante y después de la construcción.

Una vez solucionado lo anterior, debe valorarse las necesidades de espacio del edificio tales como superficie construida, altura de entrepisos o plantas, las relaciones entre espacios, usos, etc. Al conjunto de necesidades arquitectónicas también se lo conoce como programa arquitectónico.
Tan importante como el punto anterior es considerar el presupuesto disponible para la construcción, pues antes de elaborar los planos debe quedar claro cuanto dinero se puede invertir, para evitar diseñar un proyecto tan costoso que no pueda ser pagado por el propietario o promotor.